# 이기홍 (관료)
이기홍(李氣鴻)은 일제강점기와 대한민국의 관료이다.

## 생애
함경남도 북청군 출신이며 함흥사범학교를 졸업하였다. 1930년대 초반에 이원군에서 교사로 일했으며, 이후 만주국 고등문관시험 행정과에 합격하여 일제 강점기 동안 만주국 관리를 지냈다.
현재의 단둥인 안동성에서 재무관을 지내고, 국무원 총무사무관, 안동성 실업청 산과장서리 등을 역임하였다. 태평양 전쟁 종전 후에는 미군정에 의해 발탁되어 미군정청 문교부에서 근무하였다.
1947년에 농촌진흥청 전신인 농사개량원 총무과장이 되었고, 이듬해에는 대한민국 농림부 농촌지도국 제1과장에 임명되어 농업 부문 관료로 일하기 시작했다. 한국 전쟁 직전인 1950년 3월에 조선민주주의인민공화국의 정치보위부 파견 간첩 사건에 연루된 일이 있다.
이후 1951년 농림부 농지관리국 처분과장, 1953년 보상상환과장, 1955년 산업지도과장에 차례로 임명되었다. 이후 농지관리국 농지과장과 양정국 관리과장을 거쳐, 1960년 1월에 농림부 산림국에서 임정과장을 맡고 있었다. 이때 나이는 52세였다.
2008년 발표된 민족문제연구소의 친일인명사전 수록예정자 명단 중 해외 부문에 포함되었다.

## 참고자료
- 이기홍(李氣鴻) - 국사편찬위원회